# Trebonian Gallus
Gaius Vibius Trebonianus Gallus (ur. ok. 206 w Peruzji, zm. sierpień 253) – cesarz rzymski w latach 251–253.

## Rodzina
Pochodził ze starego rodu Wibiuszów; zanim ogłoszono go cesarzem, był senatorem i konsulem, namiestnikiem obu Mezji, a w krytycznej bitwie pod Abrittus przypuszczalnie dowodził oddziałami rezerwowymi. Jego małżonką była Wibia Afinia (Afinia Gemina Baebiana), która miała z nim syna Woluzjana i córkę Wibię Gallę. Przypuszczalnie zmarła (bądź została rozwiedziona) przed proklamowaniem Treboniana władcą, gdyż brak jakichkolwiek monet bitych w jej imieniu i nie zachowały się żadne poświęcone jej inskrypcje. 

## Objęcie władzy
W czasie wojny cesarza Decjusza z Karpami i Gotami pustoszącymi prowincje nad dolnym Dunajem w latach 250–251, Gallus był zarządcą prowincji Mezja Dolna. Został wybrany cesarzem przez legiony po śmierci cesarza w przegranej przez Rzymian bitwie (w czerwcu 251) z Gotami dowodzonymi przez wodza Kniwę. Jego pierwszą decyzją było zawarcie porozumienia ze zwycięskimi Gotami. Zgodzili się oni opuścić granicę imperium, ale zatrzymali jeńców i łupy oraz mieli otrzymywać co roku pieniądze. Gallus udał się następnie do Rzymu, gdzie senat zatwierdził go na stanowisku cesarza. W mieście przebywał młodszy syn Decjusza, Hostylian, noszący od niedawna tytuł augusta. Gallus adoptował go i uczynił formalnym współwładcą, natomiast swojemu rodzonemu synowi, Woluzjanowi, nadał tytuł cezara. Po paru miesiącach Hostylian zmarł w wyniku epidemii dżumy, która dotarła do Italii w 248.

## Polityka wewnętrzna
Gallus nigdy już nie opuścił Italii, zyskując w ten sposób opinię leniwego władcy. Prześladował chrześcijan, choć jego działania było lokalne i nieudolnie zorganizowane. Zaniedbał obronę granic, co zachęciło wrogów imperium do działania, a samemu cesarzowi przyniosło utratę zaufania armii.

## Najazd perski
W 251 król perski Szapur I zajął Armenię, której król, Tiridates II, pozbawiony władzy uciekł na teren imperium rzymskiego. Szapur uznał udzielenie schronienia uciekinierowi za złamanie porozumienia jakie zawarł z cesarzem Filipem i rozpoczął wojnę z Rzymem. W 252 zaatakował w Mezopotamii i Kapadocji, oraz zajął ważne miasto – Antiochię. Do 253 pustoszył okolice Antiochii, spotykając się z oporem zorganizowanym przez lokalne władze m.in. Samsigeramusa z Emesy i Odenathusa z Palmyry. Szapur w końcu opuścił obszar imperium rzymskiego nie uzyskując żadnych zdobyczy terytorialnych.

## Bunt Emiliana
Tymczasem nad dolnym Dunajem Goci, którzy zgodnie z porozumieniem zawartym z Gallusem mieli opuścić granice cesarstwa zatrzymali się w Dobrudży. Legiony rzymskie nad Dunajem rozgoryczone nieobecnością cesarza, dały się przekonać latem 253 nowemu zarządcy Mezji, Emilianowi, by na własną rękę zaatakować barbarzyńców. Na skutek tych wydarzeń żołnierze obwołali Emiliana cesarzem, a ten na ich czele ruszył do Italii, by przejąć władzę w państwie. Wódz gocki Kniwa skorzystał z osłabienia obrony granicy i ponownie wkroczył na teren cesarstwa rzymskiego. Jego armie zapędziły się aż do Macedonii, co wywołało panikę w Grecji — w Atenach pośpiesznie odbudowywano stare mury obronne, a w Termopilach i na Istmie Korynckim przygotowywano umocnienia.
Gallus na wieść o uzurpacji Emiliana zlecił senatorowi Walerianowi zebranie armii z prowincji zaalpejskich, jednak posiłki te przybyły za późno. W sierpniu 253 Gallus i Emilian stanęli naprzeciwko siebie pod Interamną na północ od Rzymu, lecz zanim doszło do bitwy Trebonian Gallus i jego syn, Woluzjan, zostali zamordowani przez własnych żołnierzy, którzy przeszli na stronę przeciwnika. Emiliana wkrótce spotkał podobny los, kiedy jego armia spotkała się w październiku 253 z dowodzoną przez Waleriana – zginął z rąk własnych żołnierzy, a cesarzem został Walerian.